# Parma Associazione Calcio 1970-1971
Questa voce raccoglie le informazioni riguardanti il Parma Associazione Calcio nelle competizioni ufficiali della stagione 1970-1971.

## Stagione
Nella stagione 1970-1971 il Parma disputa il girone A del campionato di Serie C, con 41 punti si piazza in quinta posizione, il torneo è stato vinto dalla Reggiana con 58 punti che sale in Serie B, seconda con 52 punti l'Alessandria. Retrocedono in Serie D la Triestina con 31 punti, il Monfalcone con 26 punti ed il Clodia Sottomarina di Chioggia con 25 punti.
La squadra di Stefano Angeleri disputa un buon girone A della Serie C nella stagione 1970-71, raggranellando 41 punti in classifica e raggiungendo il quinto posto, lontana dalla corazzata Reggiana che vince il campionato e conquista la Serie B con 58 punti, davanti all'Alessandria e al Padova. Da neopromossa la squadra ducale disputa un eccellente campionato, con 19 reti Orazio Rancati vince la classifica cannonieri del girone e dell'intera Serie C, appaiato con Flaviano Zandoli del Padova, grazie anche alle sue reti il Parma con 50 centri è la squadra più produttiva del torneo, ma subisce anche 39 reti, in media una a partita, in questo modo perdendo l'aggancio con le prime, anche Costantino Fava arriva in doppia cifra tra i marcatori di stagione, con 13 centri.

## Rosa
| N. |                   | Ruolo | Calciatore          |
| -- | ----------------- | ----- | ------------------- |
|    | Italia (bandiera) | D     | Pietro Baldan       |
|    | Italia (bandiera) | P     | Paolo Barducci      |
|    | Italia (bandiera) | D     | Ildebrando Bertozzi |
|    | Italia (bandiera) | C     | Renzo Borea         |
|    | Italia (bandiera) | A     | Bruno Broglia       |
|    | Italia (bandiera) | C     | Gianni Caleffi      |
|    | Italia (bandiera) | C     | Mario Casini        |
|    | Italia (bandiera) | D     | Ivan Chiossi        |
|    | Italia (bandiera) | A     | Costantino Fava     |
|    | Italia (bandiera) | P     | Nullo Fiaccadori    |
|    | Italia (bandiera) | C     | Bruno Gioia         |
|    | Italia (bandiera) | A     | Claudio Govi        |

| N. |                   | Ruolo | Calciatore          |
| -- | ----------------- | ----- | ------------------- |
|    | Italia (bandiera) | D     | Giuseppe Grulla     |
|    | Italia (bandiera) | P     | Paolo Monica        |
|    | Italia (bandiera) | A     | Bruno Mora          |
|    | Italia (bandiera) | A     | Luciano Paganini    |
|    | Italia (bandiera) | D     | Bruno Piaser        |
|    | Italia (bandiera) | A     | Orazio Rancati      |
|    | Italia (bandiera) | C     | Giuseppe Regali     |
|    | Italia (bandiera) | D     | Riccardo Riccardi   |
|    | Italia (bandiera) | C     | Angelo Rolli        |
|    | Italia (bandiera) | A     | Francesco Rubagotti |
|    | Italia (bandiera) | C     | Antonio Soncini     |
|    | Italia (bandiera) | A     | Maurizio Zanotti    |

## Risultati

### Serie C girone A

#### Girone di andata
| Arbitro: | Frasso (Capua) |

|                           |           |                 |
| Caleffi 14’ Fava 29’, 61’ | Marcatori | 5’, 83’ Pedroni |

| Arbitro: | Giardini (Legnano) |

|                                           |           |  |
| Rancati 8’ D'Eri 39’ (aut.) Fava 58’, 90’ | Marcatori |  |

| Arbitro: | Tabanelli (Ravenna) |

|                                                 |           |             |
| Zandoli 5’, 35’ Panisi 20’, 85’ Dal Pozzolo 88’ | Marcatori | 44’ Zanotti |

| Arbitro: | Testuzza (Genova) |

|                      |           |  |
| Mora 23’ Rancati 54’ | Marcatori |  |

| Arbitro: | Sgherri (Grosseto) |

|                     |           |                  |
| Frigerio 88’ (rig.) | Marcatori | 30’, 75’ Rancati |

| Parma 18 ottobre 1970 6ª giornata | Parma              | 0 – 0 | Reggiana | Stadio Ennio Tardini\| Arbitro: \| V. Lattanzi (Roma) \| |
| Arbitro:                          | V. Lattanzi (Roma) |       |          |                                                          |

| Trento 25 ottobre 1970 7ª giornata | Trento           | 0 – 0 | Parma | Stadio Briamasco\| Arbitro: \| Lenardon (Siena) \| |
| Arbitro:                           | Lenardon (Siena) |       |       |                                                    |

| Arbitro: | Levrero (Genova) |

|  |           |              |
|  | Marcatori | 5’ Sassaroli |

| Arbitro: | Calì (Roma) |

|              |           |            |
| Franzoni 82’ | Marcatori | 50’ Regali |

| Rovereto 15 novembre 10ª giornata | Rovereto         | 0 – 0 | Parma | Stadio Quercia\| Arbitro: \| Marino (Taranto) \| |
| Arbitro:                          | Marino (Taranto) |       |       |                                                  |

| Arbitro: | Baciucchi (Roma) |

|                        |           |  |
| Casini 28’ Chiossi 52’ | Marcatori |  |

| Arbitro: | Iseppi (San Donà di Piave) |

|             |           |             |
| Ferrari 35’ | Marcatori | 46’ Rancati |

| Arbitro: | Chiapponi (Livorno) |

|                       |           |                      |
| Fava 30’ Paganini 60’ | Marcatori | 23’ Goffi 26’ Jaconi |

| Arbitro: | Clerico (Chiavari) |

|                                             |           |  |
| Rancati 5’ (rig.) Fava 10’, 39’ Caleffi 71’ | Marcatori |  |

| Tortona 20 dicembre 1970 15ª giornata | Derthona         | 0 – 0 | Parma | Stadio Fausto Coppi\| Arbitro: \| Fuschi (Pescara) \| |
| Arbitro:                              | Fuschi (Pescara) |       |       |                                                       |

| Arbitro: | Sgherri (Grosseto) |

|                                     |           |                    |
| Rancati 23’, 45’, 78’ Fava 53’, 88’ | Marcatori | 49’ (rig.) Bagnoli |

| Arbitro: | Lenardon (Siena) |

|  |           |             |
|  | Marcatori | 72’ Rancati |

| Arbitro: | Frasso (Capua) |

|  |           |            |
|  | Marcatori | 90’ Regali |

| Arbitro: | Crista (Livorno) |

|          |           |  |
| Fava 85’ | Marcatori |  |

#### Girone di ritorno
| Arbitro: | Levrero (Genova) |

|             |           |  |
| Pedroni 21’ | Marcatori |  |

| Arbitro: | Bianchi (Firenze) |

|                      |           |             |
| Fregonese 60’ (rig.) | Marcatori | 67’ Rancati |

| Arbitro: | Calì (Roma) |

|                          |           |                    |
| Rancati 51’ Paganini 88’ | Marcatori | 47’ (rig.) Zandoli |

| Arbitro: | Zacchetti (Milano) |

|                              |           |                     |
| Dori 12’, 63’ B. Bianchi 68’ | Marcatori | 22’ Fava 44’ Casini |

| Arbitro: | Monforte (Palermo) |

|          |           |                |
| Fava 19’ | Marcatori | 88’ G. Calloni |

| Arbitro: | Cantelli (Firenze) |

|            |           |  |
| Frisoni 2’ | Marcatori |  |

| Arbitro: | Martinelli (Catanzaro) |

|  |           |          |
|  | Marcatori | 20’ Neri |

| Arbitro: | Marino (Taranto) |

|                            |           |  |
| Vanzini 34’ Lorenzetti 47’ | Marcatori |  |

| Parma 4 aprile 1971 28ª giornata | Parma            | 0 – 0 | Piacenza | Stadio Ennio Tardini\| Arbitro: \| Fuschi (Pescara) \| |
| Arbitro:                         | Fuschi (Pescara) |       |          |                                                        |

| Arbitro: | Testuzza (Genova) |

|             |           |  |
| Rancati 67’ | Marcatori |  |

| Arbitro: | Albertini (Torino) |

|               |           |              |
| Mongitore 62’ | Marcatori | 48’ Paganini |

| Arbitro: | Pompili (Lecco) |

|             |           |           |
| Rancati 28’ | Marcatori | 72’ Rizzi |

| Arbitro: | Toso (Grado) |

|                                             |           |  |
| Regali 45’ (aut.) A. Lombardi 48’ Goffi 55’ | Marcatori |  |

| Arbitro: | De Fazio (Torino) |

|                                                                 |           |                                      |
| Brunetta 10’ Giacomini 24’ Bagatti 55’ Sperotto 57’ Galeone 65’ | Marcatori | 3’ Fava 26’, 80’ (rig.), 87’ Rancati |

| Parma 16 maggio 1971 34ª giornata | Parma            | 0 – 0 | Derthona | Stadio Ennio Tardini\| Arbitro: \| Lenardon (Siena) \| |
| Arbitro:                          | Lenardon (Siena) |       |          |                                                        |

| Arbitro: | Andreoli (Padova) |

|                         |           |  |
| Marforio 45’ Maioni 60’ | Marcatori |  |

| Arbitro: | F. Lattanzi (Macerata) |

|  |           |                 |
|  | Marcatori | 57’ Dalle Crode |

| Arbitro: | Artico (Padova) |

|                                                  |           |               |
| Gioia 9’, 78’ Casini 53’ Caleffi 58’ Zanotti 82’ | Marcatori | 64’ Bernardis |

| Arbitro: | Governa (Alessandria) |

|  |           |                         |
|  | Marcatori | 77’ (rig.), 85’ Rancati |

## Statistiche

### Statistiche dei giocatori
|                | Giocatore           | Campionato | Campionato |
| Pres           | Giocatore           | Gol        |            |
| -------------- | ------------------- | ---------- | ---------- |
| Portieri       | Paolo Barducci      | 27         | -27        |
| Portieri       | Nullo Fiaccadori    | 13         | -12        |
| Portieri       | Paolo Monica        | 2          | 0          |
| Portieri       | Gianni Uccelli      | 0          | 0          |
| Difensori      | Bruno Piaser        | 33         | 0          |
| Difensori      | Ildebrando Bertozzi | 1          | 0          |
| Difensori      | Pietro Baldan       | 14         | 0          |
| Difensori      | Mario Casini        | 30         | 3          |
| Difensori      | Ivan Chiossi        | 21         | 1          |
| Difensori      | Giuseppe Grulla     | 22         | 0          |
| Difensori      | Riccardo Riccardi   | 29         | 0          |
| Centrocampisti | Giuseppe Regali     | 37         | 2          |
| Centrocampisti | Renzo Borea         | 10         | 0          |
| Centrocampisti | Gianni Caleffi      | 34         | 3          |
| Centrocampisti | Bruno Gioia         | 31         | 2          |
| Centrocampisti | Orazio Rancati      | 33         | 19         |
| Attaccanti     | Bruno Broglia       | 2          | 0          |
| Attaccanti     | Costantino Fava     | 34         | 13         |
| Attaccanti     | Luciano Paganini    | 22         | 3          |
| Attaccanti     | Claudio Govi        | 5          | 0          |
| Attaccanti     | Bruno Mora          | 12         | 1          |
| Attaccanti     | Oreste Neri         | 1          | 0          |
| Attaccanti     | Francesco Rubagotti | 2          | 0          |
| Attaccanti     | Angelo Rolli        | 3          | 0          |
| Attaccanti     | Antonio Soncini     | 12         | 0          |
| Attaccanti     | Maurizio Zanotti    | 25         | 2          |